# Karin Lochte

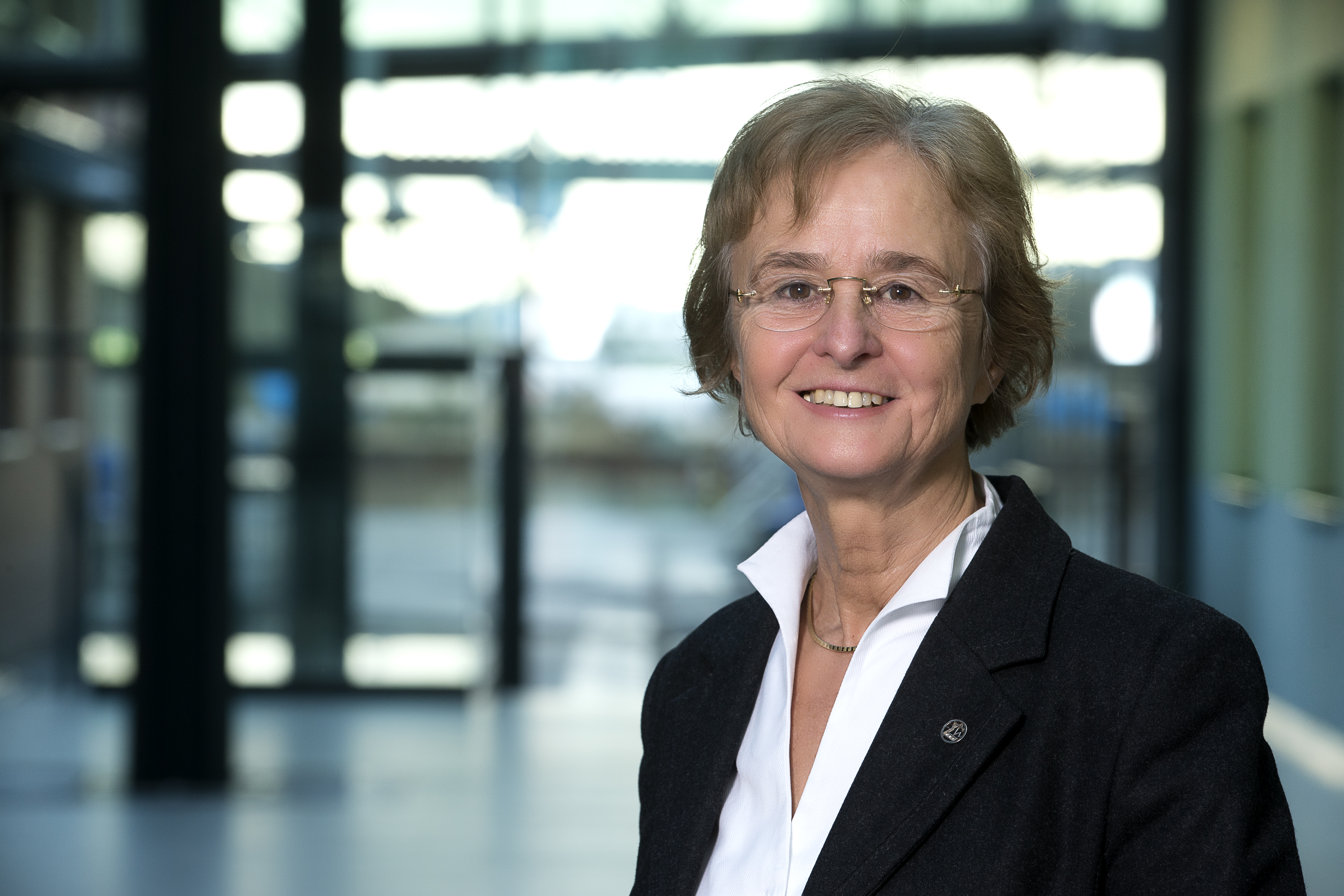
Karin Lochte

Karin Lochte (* 1952 in Hannover) ist eine deutsche Biologin und Ozeanographin. Von 2004 bis 2007 war sie Professorin am Leibniz-Institut für Meereswissenschaften an der Universität Kiel. Dort leitete sie die Forschungseinheit Biologische Ozeanographie mit dem Schwerpunkt Stoffkreisläufe im Meer. Von November 2007 bis November 2017 war sie Direktorin des Alfred-Wegener-Instituts in Bremerhaven.

## Leben
Nach ihrer Schulausbildung in Hannover von 1959 bis 1971 studierte Karin Lochte von 1971 bis 1976 an der Technischen Universität Hannover Biologie, Chemie und Philosophie. Sie schloss das Studium mit dem Staatsexamen für das Höhere Lehramt in Biologie und Chemie ab. Anschließend studierte sie von 1977 bis 1984 Meeresbiologie an den Marine Science Laboratories Menai Bridge in der University of Wales. Dabei erwarb sie die akademischen Grade Master of Science (MSc) in Meeresbiologie (1979) und Doctor of Philosophy (PhD) in Meeresbiologie (1985).

### Wirken
Von 1985 bis 1990 absolvierte Lochte ihre Zeit als Postdoktorandin am Institut für Meereskunde an der Christian-Albrechts-Universität zu Kiel mit Forschungen über den mikrobiellen Umsatz von organischem Kohlenstoff in Tiefsee-Sedimenten. Danach arbeitete sie von 1990 bis 1994 als wissenschaftliche Angestellte am Alfred-Wegener-Institut für Polar- und Meeresforschung in Bremerhaven. Ihr Forschungsgebiet war dabei der mikrobielle Umsatz von organischem Material in Meereis, Wasser und Sediment. Im Jahr 1994 folgte die Habilitation in Meeresbiologie / Aquatische Mikrobiologie an der Universität Bremen mit der Arbeit „Mikrobieller Abbau organischer Substanz in der Bodengrenzschicht der Tiefsee“. Anschließend war sie von 1995 bis 2000 am Leibniz-Institut für Ostseeforschung in Warnemünde Leiterin der Sektion Biologische Meereskunde und Professorin an der Universität Rostock für Biologische Meereskunde und Marine Mikrobiologie mit dem Forschungsgebiet Pelagische bakterielle Prozesse und Stickstofffixierung. Schließlich war sie von 2000 bis 2007 am Kieler Leibniz-Institut für Meereswissenschaften Leiterin der Forschungseinheit Biologische Ozeanographie und Professorin an der Universität Kiel für Biologische Ozeanographie. Ihr Forschungsgebiet waren die Kohlenstoff- und Stickstofffixierung und mikrobielle Remineralisierungsprozesse in der Wassersäule. Dabei war der tropische Atlantische Ozean ihr spezielles Forschungsgebiet. Lochte ist Mitglied zahlreicher internationaler und nationaler Gremien, u. a. seit 1995 im Wissenschaftsrat. Sie ist Ordentliches Mitglied der Akademie der Wissenschaften in Hamburg (seit 2005) sowie Mitglied der Deutschen Akademie der Technikwissenschaften (Acatech).

### Forschungsinteressen
- Mikrobieller Umsatz von organischem Kohlenstoff in der Tiefsee
- Kopplung zwischen Produktionsprozessen im Oberflächenwasser und Abbauprozessen in der Tiefsee
- Abbau und Modifikation von partikulärem organischem Material in der tiefen Wassersäule
- Extrazelluläre, bakterielle Enzyme und ihre Rolle beim Abbau von organischer Materie im Ozean
- Bedeutung gelösten Kohlenstoffs im Ozean
- Fixierung und Fliss von Stickstoff im Plankton
- Ozeanischer Kohlenstoffzyklus

## Ehrungen
- Vorsitzende des Board of Governors der Jacobs University Bremen (seit Januar 2007)
- Deutscher Meerespreis (2010)
- Dr. rer. nat. h. c. der Carl von Ossietzky Universität Oldenburg (2012)[2]
- Verdienstorden der Bundesrepublik Deutschland, Verdienstkreuz 1. Klasse (2017)[3]

## Werke
- Protozoa as makers and breakers of marine aggregates. Protozoa and their role in marine processes. Berlin 1991.
- Bacterial standing stock and consumption of organic carbon in the benthic boundary layer of the abyssal North Atlantic. Deep-sea food chains and the global carbon cycle. Dordrecht 1992.
- Mikrobiologie von Tiefseesedimenten. Mikrobiologie des Meeresbodens. Jena 1993.
- Die Bedeutung des Südpolarmeeres für globale Klimaprozesse. Biologische Stoffkreisläufe. Gottlieb-Daimler-und-Karl-Benz-Stiftung, Ladenburg 1995.
- Benthic exchange and transformation in the deep sea - the need for high resolution four dimensional studies. The ocean and the poles. Jena 1996.
- (Redaktion): Die deutsche Forschungsflotte. Anforderungen in den nächsten Dekaden. Strategiepapier. Deutsche Forschungsgemeinschaft, Senatskommission für Ozeanographie und Konsortium Deutsche Meeresforschung. Wiley-VCH-Verlag, Weinheim 2008, ISBN 978-3-527-32260-2.